# Руський Пімбур
Ру́ський Пімбу́р (рос. Русский Пимбур) — село складі Спаського району Пензенської області, Росія.
Населення — 100 осіб (2010; 147 у 2002).
Національний склад станом на 2002 рік:
- росіяни — 94 %